# Walter Bitterlich
Walter Bitterlich ( [ˈvaltɐ ˈbɪtɐlɪç] (ajuda·info); 19 de fevereiro de 1908 - 09 de fevereiro de 2008) foi um cientista florestal de renome mundial. A contribuição notável para a sua profissão florestal foi a invenção do relascópio usado em inventários florestais.

## Início da carreira
Bitterlich descendente de várias gerações de engenheiros florestais e fez muito do seu trabalho no início dos Alpes tiroleses de Áustria .
Bitterlich servido como parte do exército alemão na Rússia e na Normandia durante a Segunda Guerra Mundial, e durante esse tempo considerado como militar pensamento poderia ser aplicada a árvores da floresta.

## Carreira
Bitterlich começou sua carreira como um guarda florestal em 1949. Durante este tempo, ele publicou o método de contagem de ângulo de amostragem. Embora estes métodos não eram conhecidos até 1949, diário de Bitterlich documentado essas idéias já em 1931.
Bitterlich projetado muitas patentes ao longo de sua carreira, incluindo o relascópio, que são utilizados hoje em todo inventários florestais muitos em todo o mundo.